# Вест Конкорд (Масачусетс)
Вест Конкорд (енгл. West Concord) насељено је место без административног статуса у америчкој савезној држави Масачусетс.

## Демографија
По попису из 2010. године број становника је 6.028, што је 396 (7,0%) становника више него 2000. године.
| Група             | 2000.         | 2010.         |
| Белци             | 4.660 (82,7%) | 4.840 (80,3%) |
| Афроамериканци    | 328 (5,8%)    | 483 (8,0%)    |
| Азијати           | 197 (3,5%)    | 262 (4,3%)    |
| Хиспаноамериканци | 348 (6,2%)    | 370 (6,1%)    |
| Укупно            | 5.632         | 6.028         |